# Garbally Castle
Garbally Castle (irisch Caisleán an Gharbhaile) ist die Ruine einer Burg in der Gemeinde Shehana im irischen County Galway.
Malachy O’Kelly ließ das Tower House 1499 erbauen. 1504 wurde es von McWilliam de Burgo zerstört, aber Samuel Lewis berichtete 1832, dass es zusammen mit dem nahegelegenen Clooncureen Castle im 17. Jahrhundert „von Cromwells Truppen teilweise zerstört“ worden sei.
Heute ist das Gebäude eine Ruine; nur noch der nordöstliche Teil steht.